# مهند الزعابي
مهند بن عبيد الزعابي (مواليد 25 أكتوبر 1992)، هو لاعب كرة قدم عماني يلعب في مركز حارس المرمى لصالح نادي الخابورة.

## مسيرته

### مع الأندية
بدأ مهند الزعابي مسيرته الكروية مع نادي الخابورة في الفئات السنية، حيث أظهر إمكانيات كبيرة في مركز حراسة المرمى. انضم بعدها إلى نادي فنجاء موسم 2011–2012 وشارك في 17 مباراة قبل أن يعود إلى نادي الخابورة عام 2012. تميز بأدائه القوي وساهم في تحقيق العديد من النتائج الإيجابية للنادي في الدوري العماني.

### المسيرة الدولية
يُعد الزعابي من الأسماء البارزة في مركز الحراسة بسلطنة عُمان، حيث شارك مع المنتخب الوطني في عدة بطولات دولية، بما في ذلك كأس الخليج وبطولة غرب آسيا. ويُعد جزءًا من التشكيلة الأساسية لمنتخب عمان لكرة القدم. تم استدعاؤه لأول مرة للمنتخب الوطني في عام 2013. حصل على أول استدعاء دولي له مع عُمان في 18 يونيو 2013 ضد الأردن في مباراة حاسمة ضمن تصفيات كأس العالم 2014 عندما كان حارس المرمى البديل.

## روابط خارجية
- مهند الزعابي على موقع الاتحاد الدولي (مؤرشف)  (الإنجليزية)
- مهند الزعابي على موقع ناشيونال فوتبول تيمز (الإنجليزية)
- مهند الزعابي على موقع Soccerway.com (الإنجليزية)
- مهند الزعابي على موقع كووورة